# 太閤山ランド
太閤山ランド（たいこうやまランド）は、富山県射水市にある富山県立の都市公園（広域公園）である。正式名称は、「県民公園 太閤山ランド」である。「県民の誰もが集い楽しめるよう都市近郊にレクレーションの場を提供する」ことを目的に整備され、1983年7月16日に、にっぽん新世紀博覧会の会場としてオープンした。1989年7月25日には日本の都市公園100選に選定され、1992年にはジャパンエキスポ富山の会場になった。
休園日は毎週火曜日と年末年始で、プールひろば営業期間中は無休。開園時間は9時から17時まで（夏季のみ18時まで）。

## 沿革
- 1971年（昭和46年） - 射水丘陵に富山県民公園を建設する構想を発表。同年8月に富山県民公園委員会を設置。
- 1972年（昭和47年）8月1日 - 財団法人富山県民福祉公園を設立。
- 1973年（昭和48年）3月15日[3] - 太閤山ニュータウンの南側に『太閤山ランド』を建設する計画が作成される。同年より用地所得を開始。
- 1974年（昭和49年） - 着工、以降、公園の主要施設が1980年までに整備される。
- 1975年（昭和50年）10月31日 - 都市計画決定[3]。
- 1981年（昭和56年） - プールひろば着工。
- 1983年（昭和58年）
  - 3月 - 「富山県置県百年記念県民公園条例」により、「置県百年記念公園」に位置付けられる。
  - 7月16日 - 開園。同日より9月15日までにっぽん新世紀博覧会の会場となった。
  - 10月4日 - 皇太子（現・明仁上皇）・皇太子妃（現・上皇后美智子）がご来園。
- 1984年（昭和59年）
  - 7月 - サイクリングセンター営業開始。
  - 10月 - 南砺市の築200年の合掌造りの家屋を県が太閤山ランドに移築し、休憩所の「太閤山荘」としてオープン。
- 1987年（昭和62年） - 第1回いきいき小杉太閤山フェスティバル（現・いきいき射水太閤山フェスティバル）開催。
- 1988年（昭和63年） - 「とやま花の名所」のひとつに、アジサイの見所として太閤山ランドが選定される。
- 1991年（平成3年）3月 - 「こどもみらい館」着工（翌年6月完成）。
- 1992年（平成4年）
  - 7月7日 - 「こどもみらい館」開館。
  - 7月10日 - ジャパンエキスポ富山（JET）開幕。これに合わせて高さ32m、海面からの高さがJET開催年に合わせた92mの展望塔が整備された。

## 施設概説

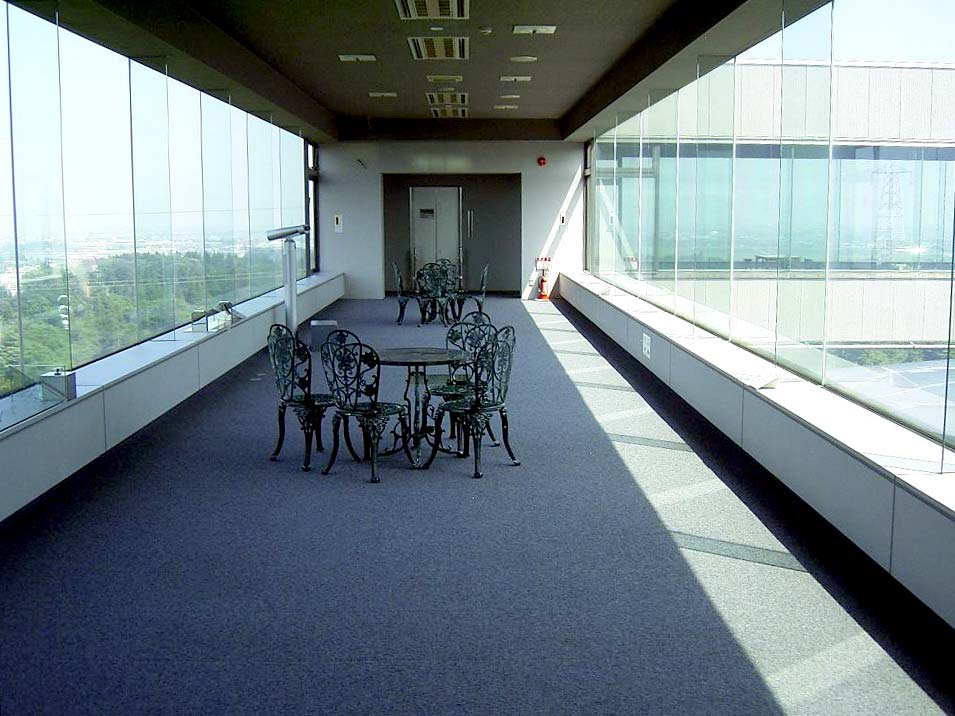
展望塔内部（展望フロア）

1.入口広場
乗用車などで正面口から入ると第1駐車場に進入する手前で「入口ロータリー」を通過する。入口広場は、「ふしぎのポール」がある芝生広場を含み「入口ロータリー」を中心とする一帯を指し、主な施設としては、サイクリングセンター、無料休憩所、入口売店などがある。第1駐車場から主要な園内施設への動線上にあることから、多くの来園者がこの入口広場を通過することになる。なお、園内を周遊する「トレーン」の「入口広場駅」も一角にある。
2.サイクリングセンター
1回あたり2時間、マウンテンバイクや電動自転車などを借りられる。冬季以外、利用できる。
3.トレーン
公園内を一周する蒸気機関車型のロードトレイン。1991年7月に運行開始した「JETレーン」が前身。現在は駆動車両1両に4両の客車を有し80人乗り。スタートレーン（黒）と、太閤山トレーン（青）がある。1日乗り放題となっており、大人（中学生以上）は300円、小人（3歳以上）は100円。乗車券は入口広場駅、駐車場駅、こどもみらい館駅の3駅では自動券売機が設置してあり、その他の駅（野外劇場駅、ふるさとパレス駅、あじさい通り駅（あじさい祭り期間中のみ）、展望塔駅、プール広場駅（夏休み期間中のみ）、ピクニック広場駅）では、車掌が乗車券を販売する。
4.水辺の広場（イベント広場）
公園東側にある広場。ゴールデンウィークには野外劇場周辺を含むこの一帯で以前からイベント（主催はKNB）が開催されキャラクターショーやミニコンサートの他7回で1,000円のゲームなどが企画されており、大勢の来園者で賑わう。冬期には「左義長」が開催されている。また、イベント広場の一角にある「噴水パラダイス」は、噴水に歩いて入ると、センサーが察知し、進もうとする方向の噴水が停止し通路が確保される形で子供たちに人気があり、夏休みを問わず人気があったが、2019年秋から老朽化に伴うトラブルが生じていることなどから改修工事を行ったのに伴い、2020年3月全面改良してリニューアルオープンした。今までのようにセンサー感知ではなく、BGMに合わせて噴出や停止を行う方式に変更され、スクエア状の床面から円形の床面に変更され、クレヨン状のモニュメントから噴き出す噴水、トンネル状の噴水のほか、中央部には16柱のジェット噴水が整備され、従来よりも安全性が向上したという。そのデザインは射水市内の園児や児童の意見を反映したものとなっている。
5.野外劇場
屋根・照明・電源完備の開放的なステージ。
6.ボート乗り場
水鳥を模ったボートに乗れる場所。主にゴールデンウィークなどに賑わう。30分で400～700円。
7.スポーツ広場
ソフトボール、サッカーに適した野外運動場。地元の小学校や中学校やクラブチームの試合や練習などに使われる事もしばしばある。
8.ファミリースポーツプラザ
1,000m²の面積を備える。室内スポーツが可能。ビーチボールなどに使われる。
9.いきいき広場
非常に広大な芝生広場。春季、秋季には花の広場も。2万人を収容可能。バーベキュー設備の貸し出しもある。
10.太閤山荘
五箇山、白川郷の合掌造りを模った建物。和風の催事に適応。貸切も可能。
11.中央広場
新造池にある虹の浮き橋（橋といっても段差があるためベビーカーなどは通れない）を渡るか、こどもみらい館を東に進むかをすると見えるところ。百年の泉（噴水・中にも入れる）があり、一定時間に噴水のパフォーマンスがある（パフォーマンス時は人が水に濡れるので、周りからの退避が必要）。
12.ローラースケート場
ローラースケート専用の1周200mの広いスケートリンク。
13.ふるさとパレス
広さ1,920m2のガラス張りの建物。中に広い体育館的アリーナを備える。2000年頃から一部を改装し、ふるさとギャラリーという美術館を備える。以前は子供向けの広場だった。バリアフリーである。
14.富山県こどもみらい館
仙田満が設計した県立の大型児童館。子供にはオールシーズンで人気がある意味中枢的な部分。館内をプレイトンネルが通っており、非常に天井が高い部分が多い。色々な施設を備えている。様々な遊び・工作・科学体験ができる。
開館時は財団法人富山福祉事業団が運営を行っていたが、2005年に公益財団法人富山県民福祉公園が引き継ぎ、2006年以降は同財団が指定管理者となっている。
15.プール広場
敷地面積3ha、プールサイド9,500ha、水面積計6,350平方m、全体水量5,145立方ｍと、富山県内最大級で、日本海側でも有数の広さのレクリェーションプール。利用期間は夏休みと同じ。夏休みになると県内外から多くの子供連れが訪れ、土曜日や日曜日はかなり混み合う。また、開放初日は無料となっており、特に賑わう。
日本国内で初めて、ウォーターボブスレー（アメリカ合衆国発案）を導入している他、1993年にはチューブ状の滑り台「アクアツイスト」が導入された。
16.テニスコート
気軽に体を動かせるテニス設備が充実。
17.せせらぎの道
夏季に小学生などに人気がある人造の川。かなり凝っており、山から流れ出るようになっている。石などもあるため幼児を遊ばせるときは注意が必要。
18.展望塔
ジャパンエキスポ富山の開催時に建設された展望塔。建設時は「JETタワー」と呼ばれた。標高60m地点に高さ32mで建設され、展望階が標高92mになっており、ジャパンエキスポ富山の開催年の1992年にちなんでいる。かつては入場料が取られていたが、太閤山ランドオープン20周年の2003年から無料で入場できるようになった。
19.ピクニック広場
正面口を右に進み続けると行きつく。休日には親子連れなどが訪れる。ライブ・アンダー・ザ・スカイの野外コンサート会場として使用されたことがある。
20.バーベキューコーナー
全天候型のバーベキュー広場である。完全予約制であり、電話またはインターネットで予約する。その時にテーブルの位置を指定することは不可能である。受付で前払いをした後にスタッフが指定した座席に移動する。片付け等はスタッフの指示のもとで行う。
ガステーブルは2,800円、炭テーブルは3,400円である。最低利用時間は2時間であり、1テーブルにつき1時間あたり、1,400円、追加費用が発生する。
21.わんぱくの丘
子供達が遊べるアスレチック広場。ジャンボネット、ターザンロープ、ちびっことりで、こどもの城、ジャンボドーム、みはらしとり、おしゃべりアンテナなどと言う名前の遊具がある。どちらかと言うと幼児から小学校低学年まで向き。
22.赤い屋根ギャラリー
どなたでも気軽に写真展・作品展を開催できるギャラリー。
23.紫陽庵
お茶会や俳句会もできる和風休憩所。
24.ドッグラン
屋外型の小型犬専用のドッグラン。

## かつて存在した施設
トリムコース
ふるさとパレスの南側に入り口が存在した。2006年頃に廃止。2019年現在当時の木造遊具などは存在するが藪の中に点在するため当時の様子を伺うのは難しい。
スカイプロムナード
こどもみらい館から南に100mほど進んだ場所に存在した足漕式空中自転車モノレール。1981年3月竣工。1周460m、2人乗り、40台、所要時間6分。廃止時点での料金は中学生以上は380円、子どもは130円であった。
老朽化のため2005年11月末に廃止されたが、施設の遺構などは2022年現在も残っている。
パークゴルフ
スカイプロムナードと隣接していた。
ピコちゃん電車
富山地方鉄道が1936年から56年間使用していたモハ7542及びモハ10043が保存車として設置されていた。にっぽん新世紀博覧会会期中は休憩所として使用されたがその後、JETの会場整備前に撤去された。

## トレーン
- スタートレーン
- 太閤山トレーン

### 停車駅
|                  | 備考   |
| 駐車場駅         |        |
| 野外劇場駅       |        |
| ふるさとパレス駅 |        |
| あじさい通り駅   | 臨時駅 |
| 展望塔駅         |        |
| こども未来館駅   |        |
| プール広場駅     | 臨時駅 |
| ピクニック広場駅 |        |
| 入口広場駅       |        |

## 交通アクセス
- 鉄道
  - あいの風とやま鉄道線 小杉駅から
    - 約1時間（徒歩）
    - 約15分（自動車）
    - 射水市コミュニティバス「小杉・太閤山線」利用。「太閤山ランド」下車。
- 道路
  - E8 北陸道 小杉ICから
    - 約10分（自動車）